# Theatre Royal (Cork)

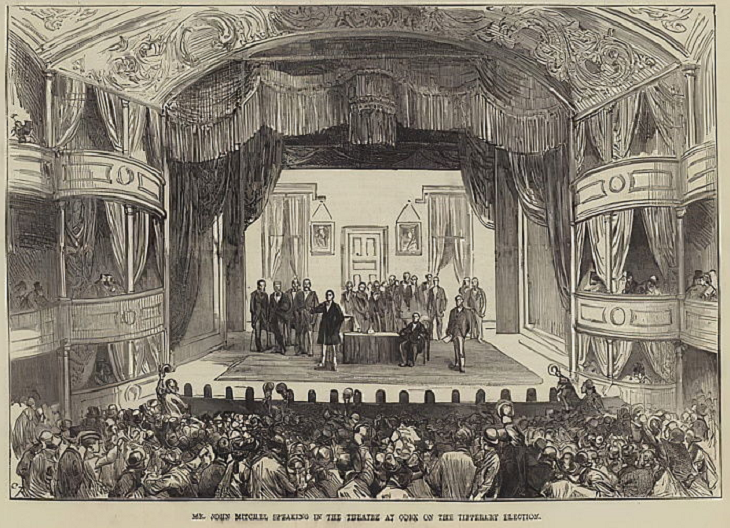
Theatre Royal (Cork), 1875

Das Theatre Royal war ein Patent Theatre in der irischen Stadt Cork.

## Geschichte
1736 wurde ein Theatre Royal als Ableger des Dubliner Smock Alley Theatre eröffnet. Es lag an der George’s Street (heute Oliver Plunkett Street), Ecke Princess Street und  diente Cork über 20 Jahre. Als die Bevölkerung Corks im 18. Jahrhundert stark zunahm, wurde das Theater bald zu klein und an derselben Straße, etwas weiter östlich, wurde das neue Theater gebaut.
1758 wurde in Dublin das neue Crow Street Theatre eröffnet (welches später zum Theatre Royal wurde). Es wurde geleitet vom irischen Schauspieler Spranger Barry. Er hatte zudem den ehrgeizigen Anspruch die Leitung aller irischen Theater zu übernehmen. Er machte auch „den Vorschlag für ein neues Schauspielhaus [in Cork], die immer mehr zur zweiten [großen] Stadt   Irlands wird“.
Der Bau des neuen Theaters wurde finanziert durch 40 Anteilsscheine à 50 Pfund, welche interessierte Corker Geschäftsleute zeichneten. Die Entwürfe wurden dann im Crow Street Theatre in Dublin erstellt. Das Gebäude wurde 1760 vollendet und markierte „das größte Schauspielhaus im Irland des achtzehnten Jahrhunderts außerhalb Dublins“. Das Haus erhielt das royale Patent und nannte sich fortan Theatre Royal. Am 21. Juli 1760 wurde es mit dem Stück „The Orphan“ von Thomas Otway eröffnet. Barrys neues Theater brachte in jener Eröffnungssaison sechs Stücke von Shakespeare und neun andere klassische Stoffe. Das Theatre Royal „stellte dem Süden Irlands ein ungleich höheres Angebot an Theaterunterhaltung, wie es bis dahin nicht bekannt war“. Im weiteren Verlauf des achtzehnten Jahrhunderts entwickelte das Theatre Royal in der George’s Street einen positiven Ruf in der Inszenierung interessanter Stücke und Clark merkt an, dass „zwischen 1760 und 1800 jeder Star der englischen Bühne, der in Irland auftrat, früher oder später auf den Brettern der George’s Street spielte“.
Am 1. April 1840 zerstörte ein Feuer das Haus bis auf die Grundmauern. Es wurde aber 1853 wieder aufgebaut. In den 1860er Jahren wurde es durch den irischen Architekten John Benson komplett renoviert und wiedereröffnete am 26. Dezember 1867.
Die letzte Aufführungen, die gegeben wurden, stammten von James Sheridan Knowles’; Virginius;  von William Shakespeare: Hamlet und John Wilson: Belphegor.
1875 wurde das Theater an die irische Post verkauft und öffnete nach Umbau 1877 als „General Post Office“, kurz GPO.

## Beschreibung des Theaters
1867 schrieb The Illustrated London News:

„Das Theater ist so konstruiert, dass es zweitausend Personen fassen kann und ist aufgeteilt in zwei Logenrängen, einem geräumigen Orchestergraben, Parkettsitze, Privatlogen und einer geräumigen Galerie. Von Letzterer hat man einen prächtigen Blick auf die Bühne, während die Logenbesucher von dem „Olymp“ der Galerie geschützt waren - eine wichtige Überlegung in einer Stadt in der die Kritik der Galerie [auf den billigen Plätzen der Galerie ging es üblicherweise laut und vulgär zu] ungebührlich auf die besser gekleidete Klasse der Besucher ausgeweitet wurde. Besondere Beachtung wurde der Konstruktion der Treppenaufgänge, Salons und Büros geschenkt [...]“